# Дірборн (Мічиган)
Ді́рборн (англ. Dearborn) — місто (англ. city) в США, розташоване у окрузі Вейн, що у штаті Мічиган. Місто розташоване у приміській зоні міста Детройта (англ. Metro Detroit) і фактично є його південно-західним передмістям. За даними американського перепису населення 2010 року Дірборн є восьмим за кількістю населення містом у штаті Мічиган, у якому проживають 98 153 особи (2010). Місто є «домівкою» Генрі Форда та «світовою колискою автомобілебудування», де зараз розташовані головні штаб-квартира та виробничі потужності «Ford Motor Company». У Дірборні розташовані один із кампусів Університету Мічигану, Коледж співтовариства Генрі Форда та інші навчальні заклади.

## Історія
Задовго до появи європейських колонізаторів землі в районі Великих озер і, зокрема, сучасного Дірборна, були заселені різноманітними індіанськими племенами, у переважній частині алґськомовними та гуронами, які були ірокезомовними. Поява колонізаторів привела до витіснення корінних народностей із земель, де на сьогодні розташоване місто.
Дірборн, як поселення, вперше згадується у кінці 18-го століття як французьке фермерське поселення типу «канадський ранг», що було розташоване вздовж індіанської стежини Саук і вздовж берега Червоної річки, яка є притокою річки Детройт. Документальні підтвердження про поселення датуються 1786 роком, вже після витіснення звідси французів і завершення Війни за незалежність.
Подальша розбудова поселення пов'язана із облаштуванням у Дірборні детройтського арсеналу на «Чиказькій дорозі», що з'єднувала Детройт із Чикаго і яка проходила по старій індіанській стежині Саук. Назву Дірборнвіл поселення отримало у 1836 році на честь патріота Генрі Дірборна, генерала революційної армії, військового міністра США за президентства Томаса Джефферсона. Із розростанням поселення і збільшенням кількості його жителів через небезпеку наявності у поселенні великої кількості вибухівки військові склади було перенесено у більш відлюдну місцевість.
Території між Дірборном і Детройтом довгий час залишались незаселеними. Частину з них було придбано Генрі Фордом, де розмістилася садиба Справедливий провулок (англ. Fair Lane), а пізніше — і генеральна штаб-квартира «Ford Motor Company». Садиба була «енергонезалежною» і мала власну гідроелектростанцію з дамбою на Червоній річці.

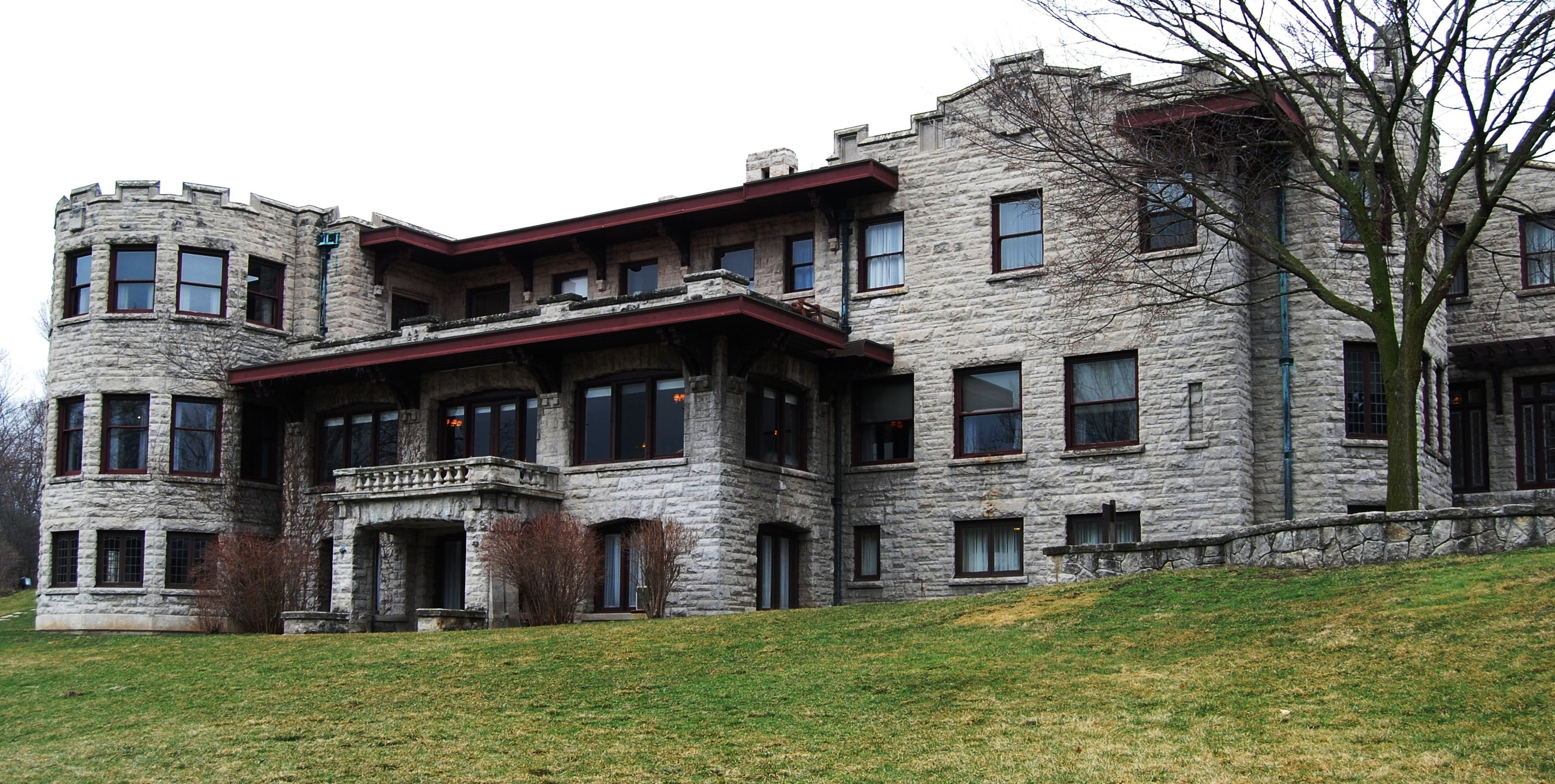
Маєток Генрі Форда у Дірборні

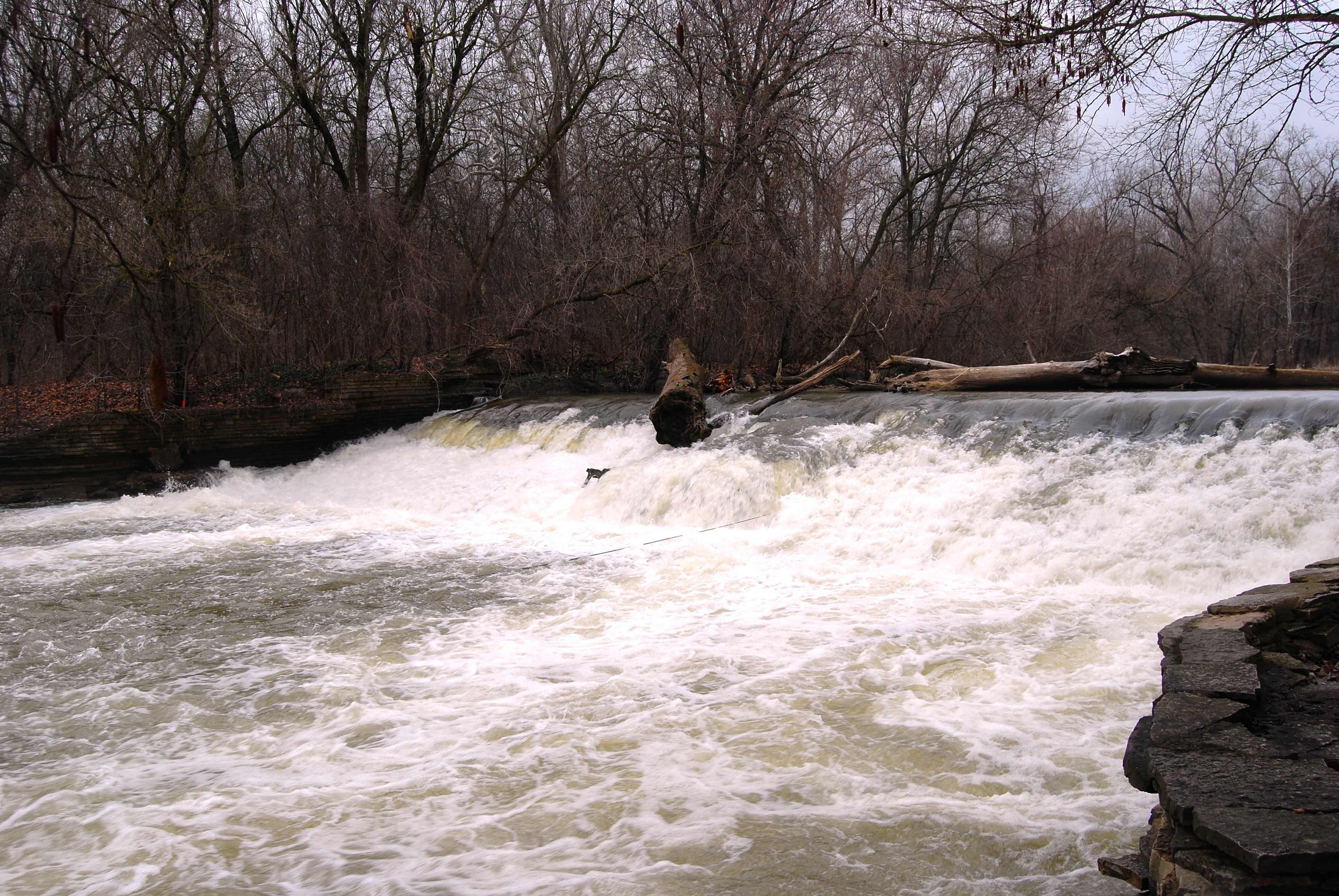
Дамба на Червоній річці в районі садиби Генрі Форда

У 1922 році було побудовано канал, який перенаправив води Червоної річки по новому руслу з метою полегшення судноплавства, що перетворило територію Фордсон на острів, який і на сьогодні залишається у приватній власності.
Із приєднанням у 1927 році територій Фордсон до містечка Дірборн, воно отримало статус міста. Пізніше, у 1934 році на цих територіях було побудовано «Аеропорт Форда», який був на той час найбільш сучасним аеропортом світу.
7 березня 1932 року для захисту майна заводів Форда поліцейські та охоронці вбили п'ятьох мітингувальників під час «Голодного маршу».
У 1947 році усі наземні служби аеропорту перенесли до аеропорту Детройта, після чого сам аеропорт було переобладнано у Дірборнський випробувальний полігон, без якого немислимий розвиток жодного автомобільного заводу, що прагне не тільки вижити у конкурентній боротьбі, а і завоювати вітчизняний і зарубіжні ринки автомобілів і їх складових частин.

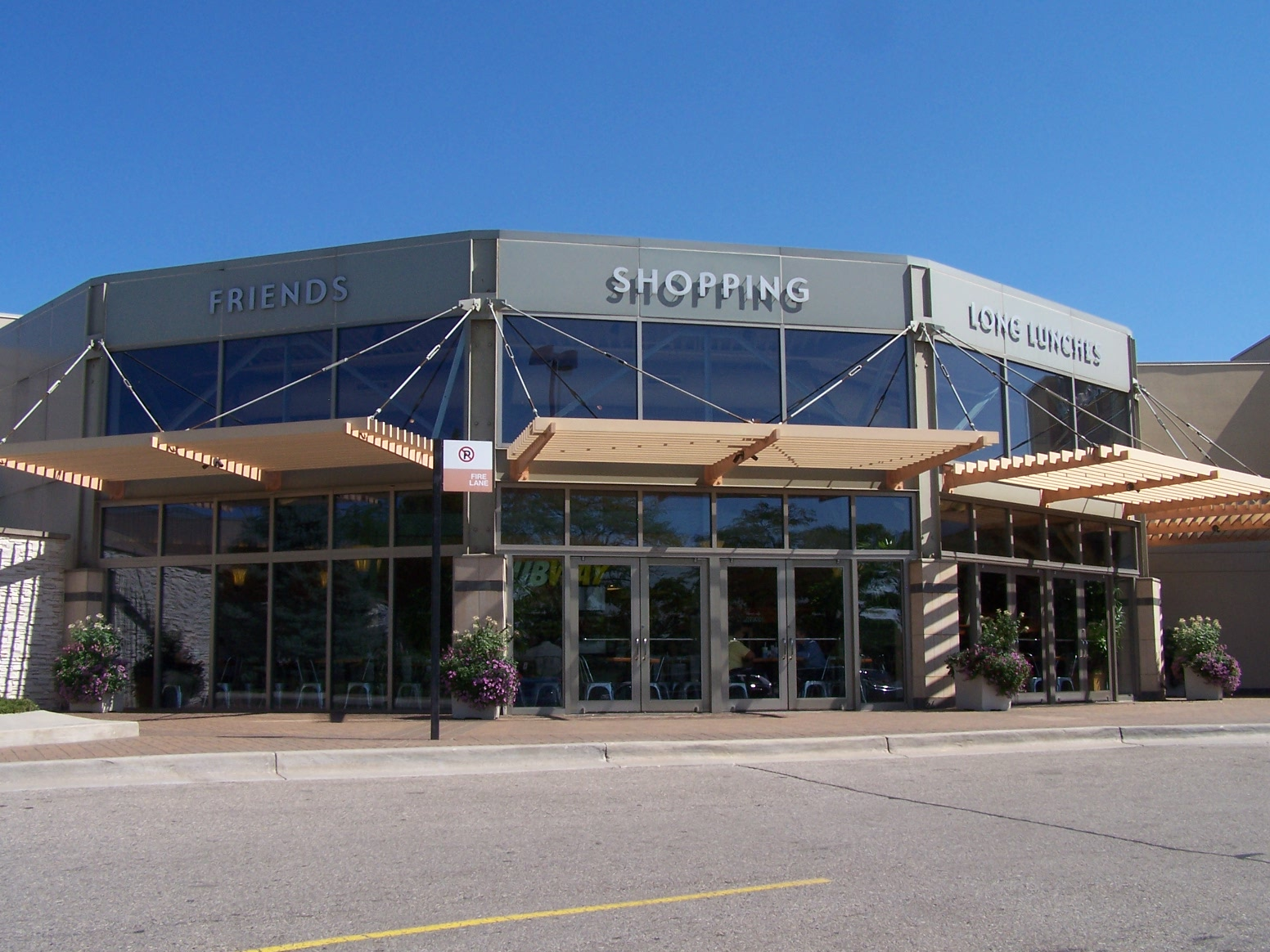
Вхід до торговельного центру «Файєрленд»

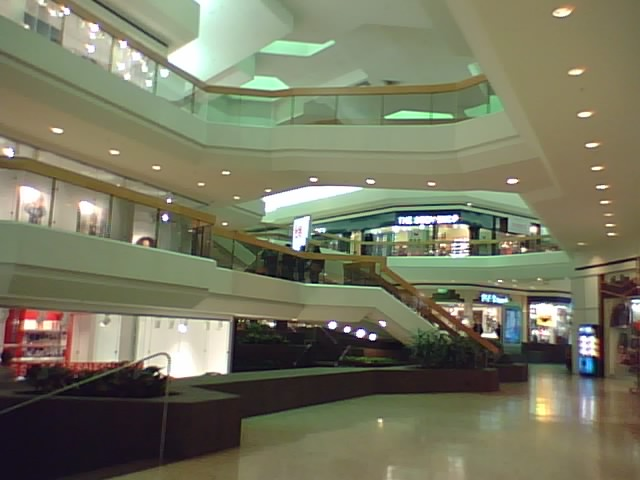
Інтер'єр торговельного центру «Файєрленд»

Визначними місцями міста є «Музей Генрі Форда», «Бібліотека Століття Генрі Форда», Центральний регіональний торговельний центр Файєрленд з унікальною архітектурою, адміністративний центр міста та історичне Село Ґрінфілд. Плантації в селі засівають улюбленими Генрі Фордом соняшниками і соєвими, з яких ніколи не збирають врожаї.

## Географія
Дірборн розташований за координатами 42°18′47″ пн. ш. 83°12′41″ зх. д. / 42.31306° пн. ш. 83.21139° зх. д. (42.313057, -83.211488).  За даними Бюро перепису населення США в 2010 році місто мало площу 63,38 км², з яких 62,74 км² — суходіл та 0,64 км² — водойми.

### Клімат
| Клімат : Дірборн        | Клімат : Дірборн | Клімат : Дірборн | Клімат : Дірборн | Клімат : Дірборн | Клімат : Дірборн | Клімат : Дірборн | Клімат : Дірборн | Клімат : Дірборн | Клімат : Дірборн | Клімат : Дірборн | Клімат : Дірборн | Клімат : Дірборн | Клімат : Дірборн |
| Показник                | Січ.             | Лют.             | Бер.             | Квіт.            | Трав.            | Черв.            | Лип.             | Серп.            | Вер.             | Жовт.            | Лист.            | Груд.            | Рік              |
| Абсолютний максимум, °C | 18,3             | 21,7             | 30,0             | 32,2             | 35,0             | 40,0             | 38,9             | 38,9             | 37,8             | 32,8             | 25,0             | 20,6             | 40,0             |
| Середній максимум, °C   | 0,6              | 2,4              | 8,0              | 15,4             | 21,7             | 26,9             | 29,2             | 28,4             | 24,3             | 17,1             | 9,8              | 2,8              | 15,6             |
| Середня температура, °C | −3,7             | −2,2             | 2,6              | 9,3              | 15,2             | 20,6             | 22,9             | 22,2             | 18,0             | 11,2             | 5,2              | −1,1             | 10,0             |
| Середній мінімум, °C    | −7,9             | −6,8             | −2,7             | 3,2              | 8,7              | 14,2             | 16,7             | 16,1             | 11,6             | 5,3              | 0,5              | −5               | 4,5              |
| Абсолютний мінімум, °C  | −28,9            | −25,6            | −22,8            | −12,2            | −5               | 2,2              | 5,0              | 4,4              | −1,7             | −7,2             | −15,6            | −22,8            | −28,9            |
| Норма опадів, мм        | 53               | 55               | 65               | 77               | 80               | 87               | 80               | 67               | 85               | 75               | 71               | 65               | 860              |
| Днів з опадами          | 10,8             | 8,9              | 9,4              | 11,5             | 10,6             | 9,8              | 9,8              | 9,2              | 8,9              | 10,8             | 10,8             | 11,8             | 122,3            |
| Днів зі снігом          | 6,8              | 5,4              | 2,9              | 0,5              | 0,0              | 0,0              | 0,0              | 0,0              | 0,0              | 0,1              | 0,8              | 5,0              | 21,5             |
| ----------------------- | ---------------- | ---------------- | ---------------- | ---------------- | ---------------- | ---------------- | ---------------- | ---------------- | ---------------- | ---------------- | ---------------- | ---------------- | ---------------- |
| Джерело: NOAA           |                  |                  |                  |                  |                  |                  |                  |                  |                  |                  |                  |                  |                  |

## Демографія

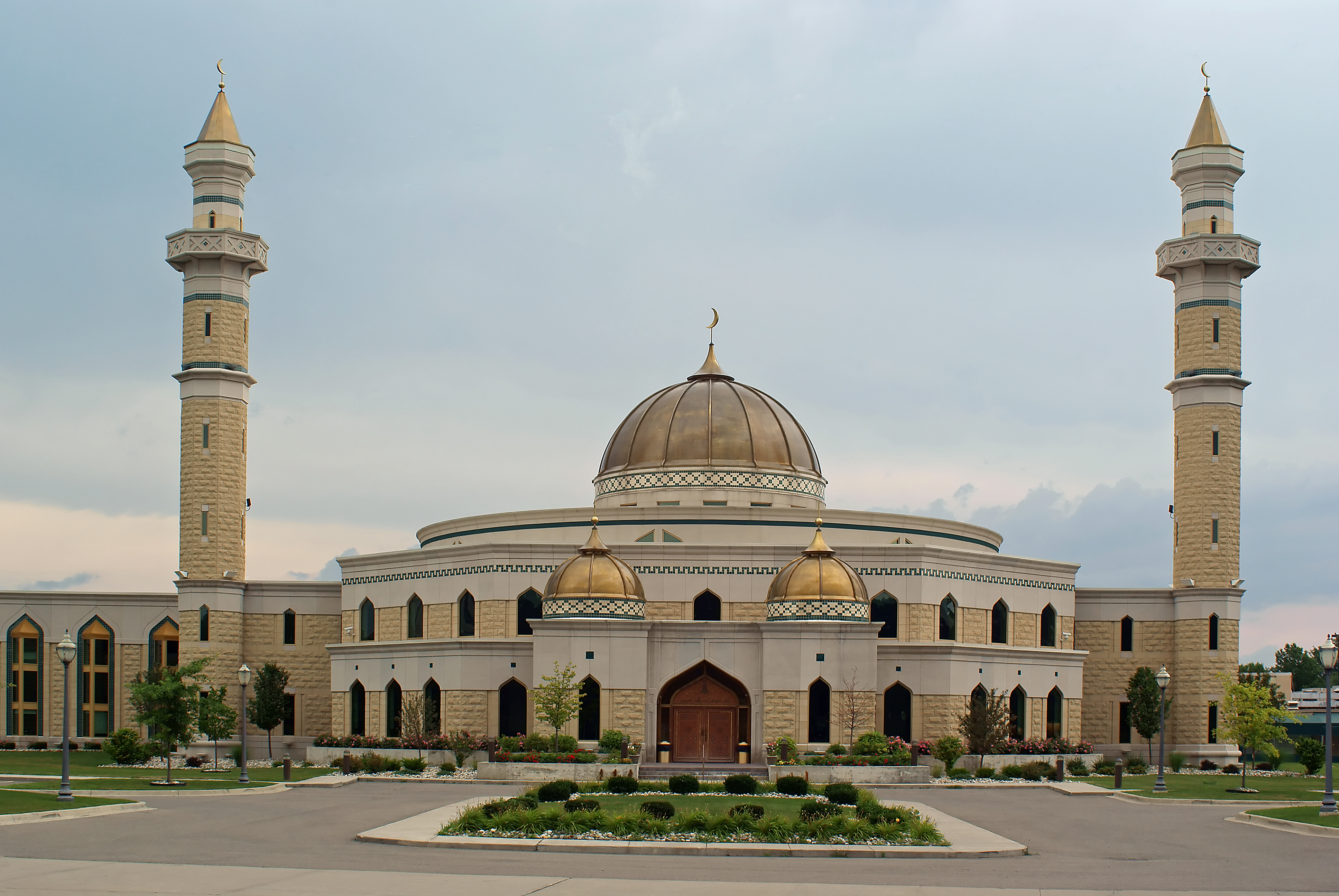
Центр Ісламу Америки у Дірборні

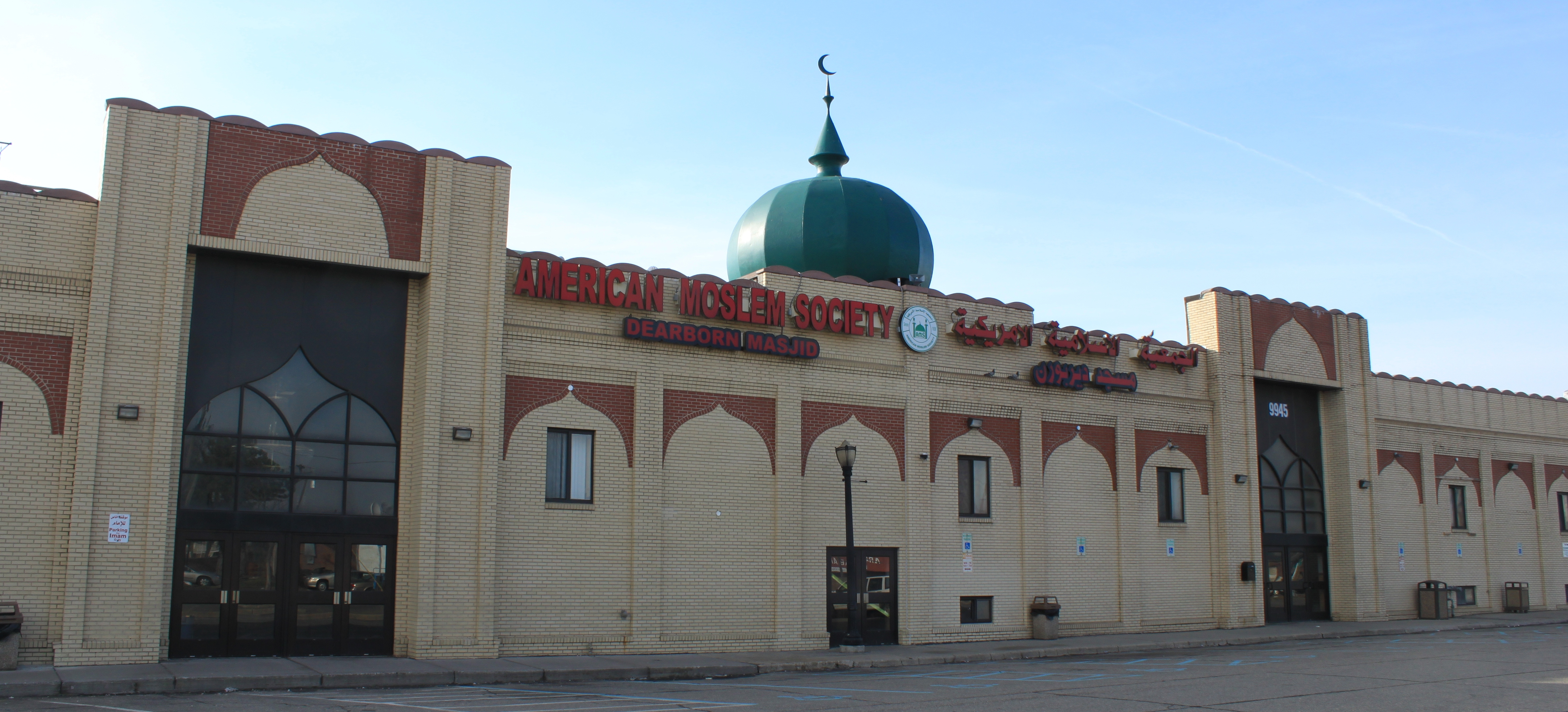
Мечеть у Дірборні

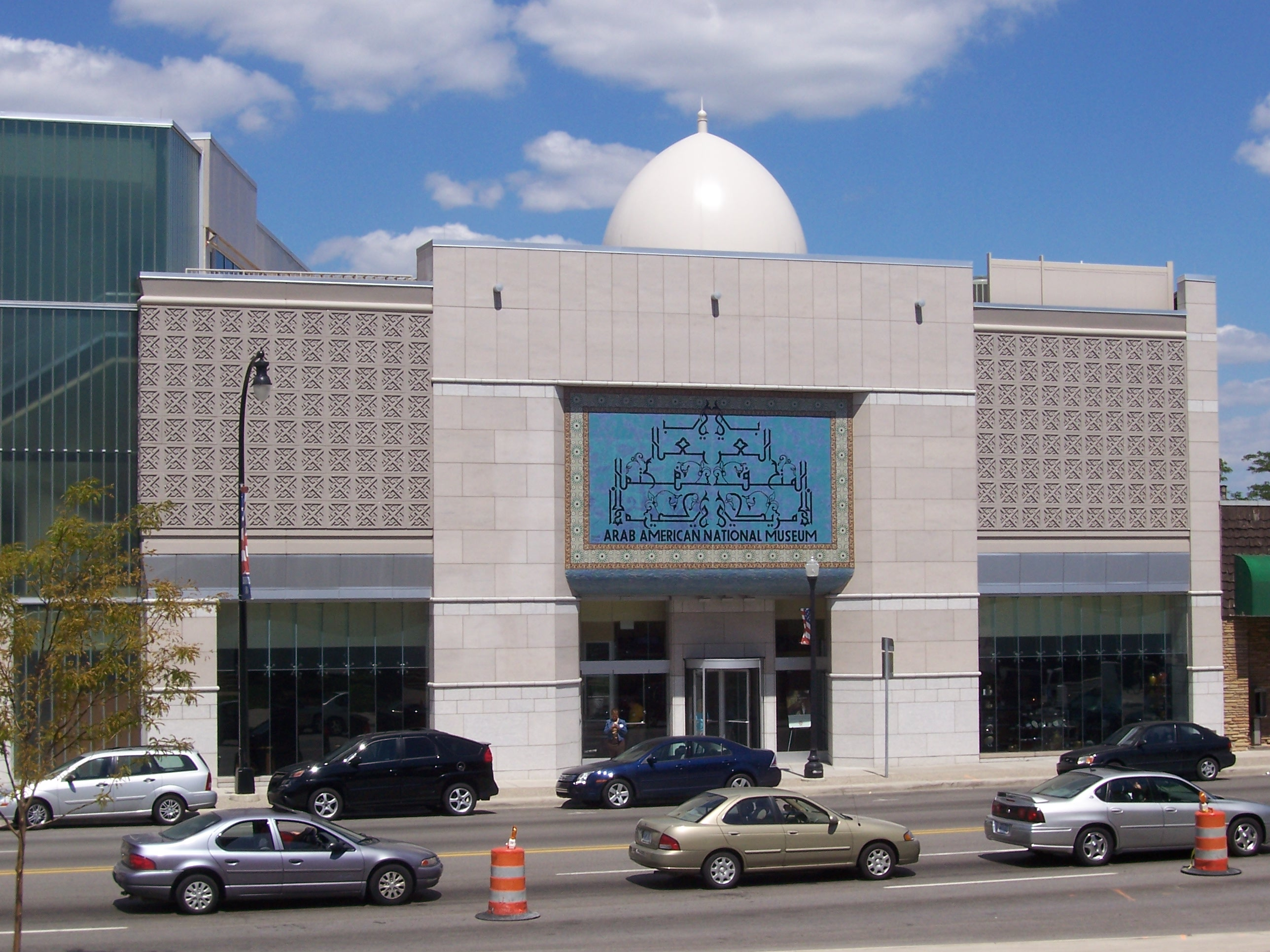
Арабський американський національний музей

Згідно з переписом 2010 року, у місті мешкали 98 153 особи в 34 342 домогосподарствах у складі 22 888 родин. Густота населення становила 1549 осіб/км².  Було 37871 помешкання (598/км²).
Расовий склад населення:
| - 89,1 % — білих - 4,0 % — чорних або афроамериканців - 1,7 % — азіатів - 0,2 % — корінних американців |

До двох чи більше рас належало 4,0 %. Частка іспаномовних становила 3,4 % від усіх жителів.
Дірборн вважають арабською «столицею» Америки, де зосереджена найчисельніша арабська діаспора. Загалом у Дірборні проживають майже 40 000 арабо-американців, що становить близько 40 % від загальної чисельності населення міста. У місті розташований Центр Ісламу Америки — найбільша мечеть у Північній Америці, Арабський американський національний музей, Дірборнська мечеть. Арабо-американці активно розвивають власний бізнес, мають у власності магазини, де послуговуються як англійською, так і арабською. Діловий та комерційний арабський центр Дірборна розташовується на Воррен-Авеню.
Склад арабської діаспори становлять, в основному, ліванці, єменці, іракці, сирійці та палестинці.
Другою за чисельністю у місті є польська діаспора, яка становить 10,3 %. Під час перепису населення США 2000 німцями вважали себе 9,9 % дірборнців, ірландцями — 6,5 %, італійцями — 6,0 %. Корінне населення Америки у Дірборні становило 0,26 %.
За віковим діапазоном населення розподілялося таким чином: 29,7 % — особи молодші 18 років, 58,3 % — особи у віці 18—64 років, 12,0 % — особи у віці 65 років та старші. Медіана віку мешканця становила 33,0 року. На 100 осіб жіночої статі у місті припадало 97,8 чоловіків;  на 100 жінок у віці від 18 років та старших — 94,3 чоловіків також старших 18 років.
Середній дохід на одне домашнє господарство  становив 63 217 доларів США (медіана — 47 375), а середній дохід на одну сім'ю — 70 976 доларів (медіана — 55 183). Медіана доходів становила 50 990 доларів для чоловіків та 41 374 долари для жінок. За межею бідності перебувало 28,9 % осіб, у тому числі 40,8 % дітей у віці до 18 років та 14,0 % осіб у віці 65 років та старших.
Цивільне працевлаштоване населення становило 35 123 особи. Основні галузі зайнятості: освіта, охорона здоров'я та соціальна допомога — 23,3 %, виробництво — 15,7 %, роздрібна торгівля — 15,1 %.

## Економіка

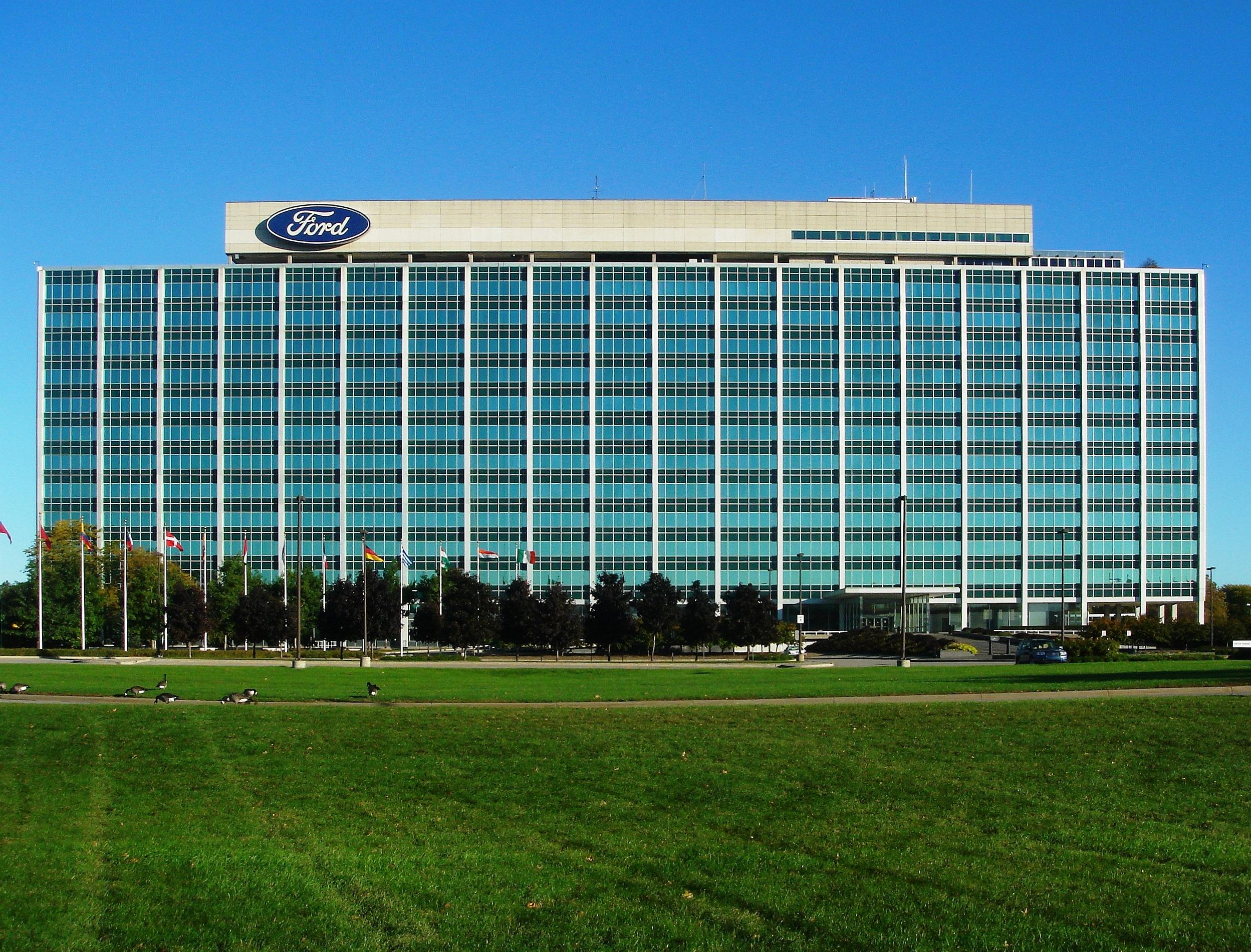
«Ford Motor Company», Всесвітня штаб-квартира у Дірборні, відома як Склянний Дім

У Дірборні розташована всесвітня штаб-квартира «Ford Motor Company».
Окрім неї, тут знаходяться більшість дослідницьких, випробувальних та фінансових підрозділів компанії, а також значна частина виробничих потужностей з виробництва транспортних засобів. Звідси здійснюється управління усією власністю, що належить Форду, починаючи від продаж і лізингу і закінчуючи непов'язаними видами бізнесу, такими як міський торговельний центр Файєрленд.
У Дірборні розташована найбільша у Мічигані кредитна спілка «DFCU Financial», яка була створена для службовців Форда і працівників пов'язаних з ним компаній.
Другим після Форда за кількістю працівників підприємством Дірборна є мережа медичних центрів системи охорони здоров'я «Oakwood», на яких працюють майже 6 тисяч працівників.
Третім за кількістю працівників підприємством Дірборна є металургійний завод «Rouge Steel» («Червона Сталь»), що входить до «Severstal North America», власником якої є російське «ВАТ Северсталь», і який виробляє 6,2 млн т сталі на рік (2007).
Також, одним із найбільших у Дірборні роботодавців є компанія з постачання автомобільних запасних і складових частин «Visteon», яка була створена «Ford Motor Company» і відійшла від неї у 2004 році, та поширила свою діяльність на продукцію «General Motors», «Chrysler» і на продукцію азійських компаній «Nissan» та «Hyundai».
У Дірборні розташована штаб-квартира компанії з виробництва і продажу одягу «Carhartt», яка відома своїм робочим одягом, та ряд інших великих компаній.